# Celaru
Celaru è un comune della Romania di 4 904 abitanti, ubicato nel distretto di Dolj, nella regione storica dell'Oltenia.
Il comune è formato dall'unione di 5 villaggi: Celaru, Ghizdăvești, Marotinu de Jos, Marotinu de Sus, Soreni.